# Medinilla schumanniana
Medinilla schumanniana är en tvåhjärtbladig växtart som beskrevs av Rudolf Mansfeld. Medinilla schumanniana ingår i släktet Medinilla och familjen Melastomataceae. Inga underarter finns listade i Catalogue of Life.